# Nicholas Webster
Nicholas Webster (24 de juliol de 1912 - 12 d'agost de 2006) va ser un director de cinema i televisió estatunidenc.

## Treball a televisió
Se'l recorda principalment pel seu programa de CBS The Violent World of Sam Huff (1960; amb el primer ús d'un micròfon sense fil a la televisió); el documental de l'ABC Close Up Walk in My Shoes (1961), nominat a un Emmy com a millor programa de televisió de l'any, va ser la primera vegada que la història dels afroamericans es va explicar amb les seves pròpies paraules a la televisió; Purlie Victorious (1963; també coneguda com Gone Are the Days!), la versió cinematogràfica de l'aclamada obra teatral d'Ossie Davis' protagonitzada per Davis, Ruby Dee, i Alan Alda en el seu primer paper cinematogràfic) i l'especial de l'ABC Ridin' the Rails: The Great American Train Story (1974), que comptava amb Johnny Cash (el programa fou reeditat per Wea Corp. el 2005).

## Santa Conquers the Martians
La seva obra coneguda és l'únic llargmetratge Santa Claus Conquers the Martians (1964), una de les favorites dels nens durant més de 40 anys i destacable per als amants del trivial com la primera pel·lícula de Pia Zadora.Originalment va ser ressenyada com "una pel·lícula per a nens que als adults no els importarà asseure's", tot i que més tard els germans Medved la van classificar com una de les les 50 pitjors pel·lícules de tots els temps i fou parodiada a la sèrie de televisió de ciència-ficció Mystery Science Theatre 3000, assegurant-se així el seu estat de culte en curs). El 1968 també dirigiria Mission Mars.

## Brequetes
- 1972: nominació tècnica al Emmy Award per The Plot to Murder Hitler: The Last Days of John D[7]

## Enllaços eterns
- Ridin' the Rails on DVD